# Long Island (Nova Scotia)
Long Island ist eine Insel am südöstlichen Eingang zur Bay of Fundy. Die Insel gehört zur kanadischen Provinz Nova Scotia und liegt dort im Digby County. Innerhalb von Digby County gehört die Insel verwaltungstechnisch zur Municipality of the District of Digby.
Hauptorte der Insel sind Freeport im Süden sowie Tiverton im Norden, wo sich auch die sogenannten „Balancing rock’s“ befinden.

## Geographie und Geologie
Die Insel ist Teil der North Mountain und liegt im südwestlich Teil des Digby Neck’s sowie nordöstlich von Brier Island. Long Island ist vom Digby Neck durch die Petit Passage und von Brier Island durch die Grand Passage getrennt. Von der östlich gelegenen Nova-Scotia-Halbinsel trennt die Insel die St. Mary’s Bay.
Die Nova Scotia Route 217 verläuft über die gesamte Länge von Long Island von der Fährüberfahrt in Tiverton am östlichen Ende der Insel (mit Anschluss an die East Ferry am Digby Neck) bis zur Fährüberfahrt in Freeport am westlichen Ende der Insel (mit Anschluss an Westport). Die Route 217 ist gekennzeichnet als Digby Neck and Islands Scenic Drive.
Long Island ist ungefähr 15 km lang und 5 km breit. Die Insel besteht aus Basalt und ist Teil der North Mountain.
Im zentralen Westen der Insel befindet sich der Central Grove Provincial Park, einer der Provincial Parks in Nova Scotia.